# Éric Suchère
Éric Suchère est un poète français né le 25 octobre 1967.

## Parcours
Il a publié plusieurs livres, et enseigne l’histoire et la théorie des arts à l’École supérieure d'art et design Saint-Étienne.
Il est également traducteur. Parmi ses traductions, celle de l'intégralité des livres de Jack Spicer et de l'intégrale des poèmes de Hans Faverey (en collaboration avec Kim Andringa et Erik Lindner).
Il a été membre du comité de rédaction de la revue Action poétique, de la commission poésie du Centre national du livre, de la collection "Beautés" (avec Camille Saint-Jacques) et est le directeur artistique de L'art dans les chapelles.

## Ouvrages
- L'Image différentielle, Voix éditions, 2001,  (ISBN 9782914640084)
- Le Motif albertine, éditions MeMo, 2002,  (ISBN 2-910391-37-X)
- Lent, Éditions Le Bleu du Ciel, 2003,  (ISBN 2-915232-06-7)
- Le Souvenir de Ponge, CIPm, 2004,  (ISBN 2-909097-53-6)
- Fixe, désole en hiver, Les Petits Matins, 2005,  (ISBN 2-915879-04-4)
- Résume antérieur, Le Mot et le Reste, 2008,  (ISBN 9782915378580)
- Nulle part quelque, éditions Argol, 2009  (ISBN 978-2-915978-53-7)
- Brusque, éditions Argol, 2011  (ISBN 978-2-915978-69-8)
- Variable, éditions Argol, 2014  (ISBN 978-2-915978-92-6)
- Fumées, éditions Argol, 2017  (ISBN 978-2370690166)
- Trajectoires, Vies parallèles, 2019,  (ISBN 9782960199475)
- Aérien, Argol, 2020

### Traductions
- Jack Spicer, C'est mon vocabulaire qui m'a fait ça, Éditions Le Bleu du Ciel, 2006,  (ISBN 291523227X)
- Erik Lindner, Terrain, CIPm, 2007,  (ISBN 978-2-909097-63-3)
- Giuliano Mesa, Quatre cahiers, Impromptus, 1995-1998 (en collaboration avec Andrea Raos), Biennale internationale des poètes en Val-de-Marne, 2010,  (ISBN 978-2-85463-191-3)
- Sarah Riggs, Chaîne de décisions minuscules dans la forme d’une sensation (en collaboration avec Stéphane Bouquet, Virginie Lalucq, Jérôme Mauche et Bénédicte Vilgrain), Éditions Le Bleu du ciel, 2010,  (ISBN 978-2-915232-68-4)
- Michael Palmer, Première figure (en collaboration avec Virginie Poitrasson), José Corti, 2011,  (ISBN 978-2-7143-1043-9)
- Hans Faverey, Poèmes (1962. 1968. 1972) (en collaboration avec Erik Lindner), Théâtre Typographique, 2012,  (ISBN 978-2-909657-44-8)
- Lisa Robertson, Le Temps, Éditions Nous, 2016,  (ISBN 978-2-37084-031-8)

### Écrits sur l'art
- Gérard Gasiorowski, Académie Worosis Kiga, Éditions Maeght, 1994,  (ISBN 978-2-869412521)
- Gasiorowski – Peinture – Fiction, Le 19 et FRAC Auvergne, 2012,  (ISBN 978-2-35075-085-9)
- Motifs & partis pris, FRAC Auvergne et Galerie Jean Fournier, 2016,  (ISBN 978-2-9530429-4-8)
- Symptômes, Éditions L’Atelier contemporain, 2018,  (ISBN 979-10-92444-68-1)